# Infernal
Infernal este o formație de muzică pop/dance/electronică originară din Copenhaga, Danemarca, fondată în 1997. Albumul de debut al grupului, intitulat Infernal Affairs a stârnit atenția publicului din Scandinavia. Totuși, succesul pe plan internațional avea să vină odată cu lansarea cântecului „From Paris to Berlin”, care a obținut succes în multe regiuni ale Europei și în unele țări anglofone. Cel mai recent material discografic al formației Infernal este intitulat Electric Cabaret și a fost lansat la data de 11 august, 2008.